# Festival de Cine por mujeres
El Festival de Cine por mujeres és un certamen cinematogràfic que se celebra anualment en Madrid (Espanya) des de 2018. El seu principal objectiu és reduir la desigualtat entre dones i homes en la indústria cinematogràfica i fer visible el treball i el punt de vista de les dones mitjançant la programació d'una selecció internacional de llargmetratges de ficció, animació i documental dirigits per dones.

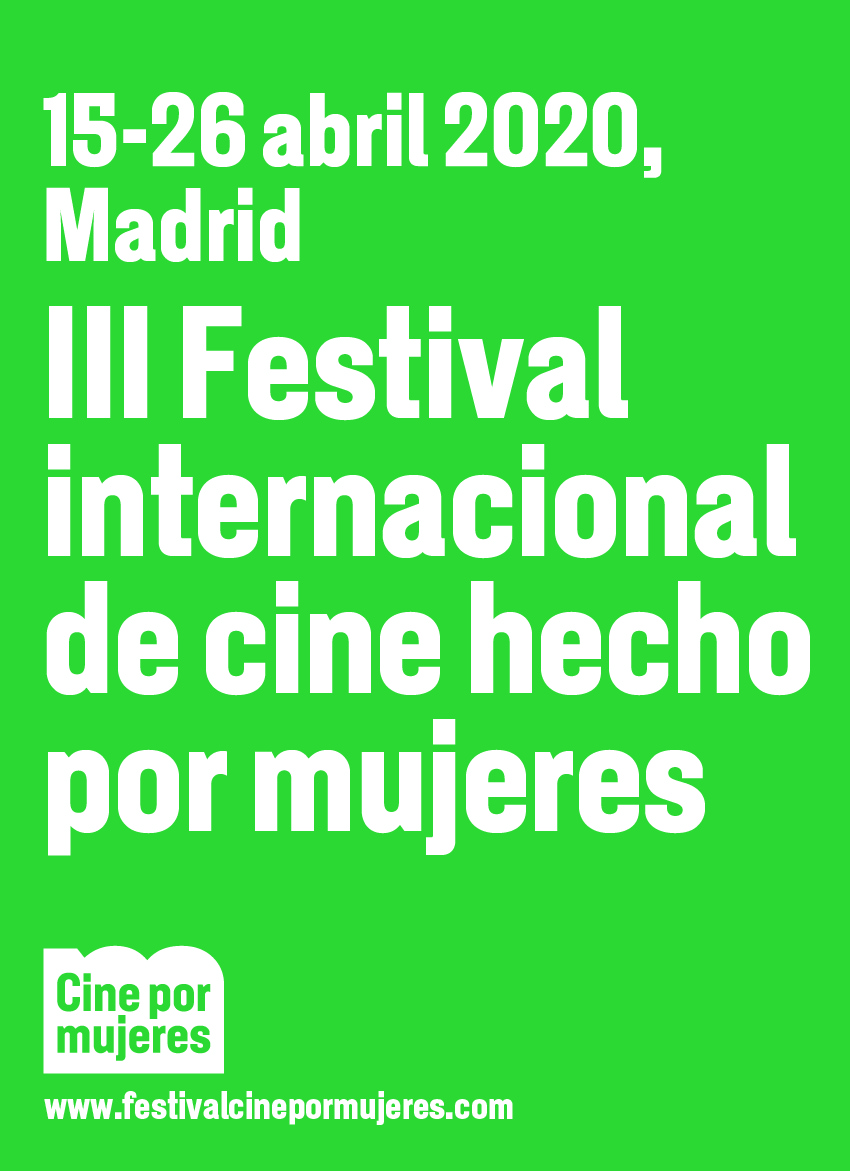
Cartell de la III edició

## Història
El festival és una iniciativa que va sorgir en 2018 de la mà de la gestora cultural Carlota Álvarez Basso i el director i productor de cinema Diego Mas Trelles, que ho codirigeixen des de llavors comptant amb el suport d'entitats tant públiques com privades.
Cada edició compta amb un país convidat amb l'objectiu de donar una visió de la recent producció cinematogràfica d'algun país específic en la secció Focus. En l'organització dels Focus celebrats en edicions anteriors han participat entitats com el Institut Confucio de Madrid, el Xina Women’s Film Festival, l'Ambaixada de la República de Polònia i l'Institut Polonès de Cultura, l'Ambaixada de Suïssa i el Swiss Film, l'Ambaixada de Suècia, el Swedish Institute i el Swedish Film Institute, entre d'altres.
En 2021 el país convidat va ser Xina, amb una creixent participació de directores en una de les més sòlides indústries cinematogràfiques del món. El Focus la Xina va comptar amb la projecció de 6 pel·lícules i un total de 7 països, amb la presència de Belén García-Noblejas, representant de la Xina Women´s Film Festival i gestora de projectes interculturals entre Espanya i Àsia, Margaret Chen, president del Xinesa Club Spain, María Macarro, experta en informació i estudis d'Àsia oriental de l'Institut Confucio i amb Lisa Zi Xiang, directora de la pel·lícula 再见, 南屏晚钟 (Un gos bordant a la lluna). A més, gràcies a la col·laboració del Xina Women’s Film Festival, es van projectar 6 pel·lícules espanyoles recents en els Institutos Cervantes de Pequín, Xangai i Guangzhou.
La tercera edició, de 2020, es va dedicar a Polònia, país amb una reconeguda i potent cinematografia feta per dones, i en la seva Focus va comptar amb la projecció de 3 pel·lícules en l'Acadèmia de Cinema i la presència (en línia a causa de la pandèmia) de Agnieszka Zwiefka, directora de Blizny (Scars), Monika Jordan-Młodzianowska, directora de Zelazny most (The Iron Bridge) i Barbara Orlicz-Szczypuła, presidenta de la Krakow Film Foundation i subdirectora del Krakow Film Festival.
En la segona edició, de 2019, el país convidat va ser Suïssa, país exemple de bones pràctiques pel resultat de les seves recents polítiques d'igualtat de gènere com a criteri en les ajudes públiques, implementades per l'Oficina Federal de Cultura del Govern mitjançant el programa La question du genre dans l’encouragement du cinéma. El percentatge de pel·lícules suïsses realitzades per dones que rebien ajudes públiques era en 2013 del 20%. Quatre anys després de la implementació d'aquestes polítiques les pel·lícules realitzades per dones que van rebre ajudes van ser un 35%. Suïssa va comptar amb la projecció de 6 pel·lícules en la secció Focus, 1 en la Secció Competitiva i amb la pel·lícula de clausura, que també va ser suïssa. A més va comptar amb la presència de Christine Repond, directora de Vakuum (Buit), Bettina Oberli, directora de Le vent tourne (El vent gira) i Nadia Dresti, llavors directora de Locarno Pro.
La primera edició, en 2018, es va dedicar a Suècia, considerat pioner i model per les seves polítiques d'igualtat dins del sector audiovisual aconseguint en 2015 que el 50% de pel·lícules sueques fossin dirigides per dones. El Focus dedicat al país nòrdic va comptar amb la projecció de 6 pel·lícules en la secció Focus Suècia i 1 en la Secció Competitiva, i amb la presència de Katja Wik, directora de la pel·lícula Exfrun (The ex-wife) i de Anna Serner, Directora General del Swedish Film Institute.
El festival s'estructura com un certamen multiseu en el qual diferents espais i institucions culturals del centre de Madrid acullen cada secció, entre els quals estan: Palacio de la Prensa (Gales d'inauguració i clausura), Cine Estudio del Círculo de Bellas Artes (Competició Internacional), Acadèmia de Cinema (Focus del país convidat), Cineteca Madrid (Focus del país convidat i Directores sueques), Sala Berlanga de la Fundació SGAE (Competició Autores Espanyoles), Casa de América (Directores llatinoamericanes), Casa Árabe (Directores àrabs), Institut Français de Madrid (Directores franceses), Goethe-Institut de Madrid (Directores alemanyes i activitats formatives), Casa de México en España (Directores mexicanes), Museu Thyssen-Bornemisza (Creadores destacades), Espacio Fundación Telefónica, Sala Alcalá 31 de la Comunitat de Madrid, Universitat Camilo José Cela i Cinemateca Pedro Zerolo (Activitats formatives). Des de la segona edició el festival compta a més amb una seu en línia en Filmin.es i des de 2020 amb l'emissió de pel·lícules espanyoles en el canal de televisió local 8madridTV..
L'edició de 2021 del festival va comptar amb 138.222 persones entre espectadors presencials a les sales, espectadors en línia, espectadors dels canals de FILMIN i 8madridTV, assistents a les activitats formatives i mitjans de comunicació. Es van projectar un total de 54 llargmetratges de 20 països en 19 seus físiques (entre seus de projecció i de formació), 1 seu en línia i 1 seu en televisió, dels quals 39 van ser de ficció, 12 documentals, 3 d'animació i 1 sèrie d'animació. En les 54 projeccions i les 8 activitats formatives del festival van participar un total de 45 convidades, de les quals 15 van ser directores i expertes que van acudir presencialment a Madrid.
En l'edició de 2020 van participar 80 dones professionals del sector i es van projectar un total de 55 pel·lícules, de les quals 40 llargmetratges de ficció, 14 llargmetratges documentals, 1 llargmetratge d'animació, i 13 curtmetratges. A aquestes projeccions, en les quals van participar 8 directores i professionals de la indústria presencialment i 5 a través d'un vídeo a manera de presentació, van assistir més de 18.000 espectadors presencials i en línia.
En les dues edicions celebrades en 2018 i 2019 el festival va sumar més de 10 000 assistents a les projeccions i les activitats formatives. En l'edició de 2018 es van projectar un total de 29 pel·lícules en 8 seus, de les quals 25 eren llargmetratges de ficció, 3 llargmetratges documentals i 1 pel·lícula d'animació. En l'edició de 2019 es van projectar un total de total de 38 pel·lícules en 14 seus, de les quals 31 llargmetratges de ficció, 6 llargmetratges documentals,1 llargmetratge documental animat i 11 peces de realitat virtual.
Al llarg de les seves quatre edicions celebrades han passat pel Festival de Cinema per Dones nombroses professionals i creadores de la indústria del cinema a nivell nacional i internacional, entre les quals estan Belén Atienza, Teresa Font, Claudia Llosa, Tonie Marshall, Marcela Said, Lucía Gajá, Hanna Slak, Zaida Bergroth, Krista Kosonen, Nadia Dresti, Laura Mora, Amal Ramsis, Chus Gutiérrez, Debra Zimmerman, Shari Frilot, Chus Gutiérrez, Sophie Winqvist, Maite Ruiz de Austri, Belli Ramírez, Marisa Román, Lucía Garibaldi, Sofía Quirós Úbeda, Sonja Prosenc, Nuria Cubas, Susana Guardiola, Mayi Gutiérrez Cobo, Eva Valiño, Shahrbanoo Sadat, Nathalie Álvarez Mesen, Mariana Barassi, Cecilia Bartolomé, Aránzazu Calleja, Ángeles Cruz, Cecília Felmeri, Eva Gancedo, Paula Hernández, Lara Izagirre, Margarita Ledo, Amaia Merino, Alba Sotorra, Antonio Trashorras i Lisa Zi Xiang.

## Palmarès
El Festival de Cine por Mujeres atorga diversos premis en les diferents seccions competitives del seu programa comptant amb un Jurat Internacional. També compta amb un premi honorífic atorgat pel Comitè de Selecció del festival.

### Premi a una Trajectòria de Cinema
- 2021: Cecilia Bartolomé, directora de cinema, guionista i productora[23]
- 2020: Eva Valiño, sonidista de cinema
- 2019: Teresa Font, muntadora de cinema
- 2018: Belén Atienza, productora de cinema

### Premi a la Millor Pel·lícula
- 2021: Un monde de Laura Wandel [24]
- 2020: The Orphanage[25] (Dinamarca, Alemanya, França, Luxemburg, l'Afganistan i Qatar) de Shahrbanoo Sadat
- 2019: Fig Tree[26]  d'Alamork Davidian[27]
- 2018: The Breadwinner[28] de Nora Twomey[29]

### Premi a la Millor Pel·lícula Espanyola
- 2021: Once Upon a Place de Cèlia Novis[24]
- 2020: Rol & Rol[22] de Chus Gutiérrez

### PremiIberia[30]del Públic
- 2019: Premi Iberia del Públic: The Kindergarten Teacher[31]  de Sara Colangelo[32]

### Premi Blogos de Oro
- 2019: Premi Blogos de Oro:[33] Fig Tree  d'Alamork Davidian[34]

## Jurat

### Jurat internacional 2022
- Irene Escolar, actriu
- Ana Katz, actriu, directora de cinema i guionista
- Víctor García León, director de cinema

### Jurat internacional 2021
- Nathalie Poza, actriu[35]
- Shahrbanoo Sadat , directora de cinema i guionista[35]
- Casimiro Torreiro, crític de cinema i historiador[35]

### Jurat internacional 2020
- Lucía Garibaldi , directora de cinem[36]
- José María Cano, artista plástico i compositor musical[36]
- Chus Gutiérrez, directora de cinema[36]

### Jurat internacional 2019
- Shari Frilot[37] , comissària en cap de New Frontier al Festival de Cinema de Sundance
- Arantxa Aguirre,[38] directora i guionista de documentals
- Álex Mendíbil,[39] guionista, escriptor i programador a Filmoteca Espanyola

### Jurat internacional 2018
- Tomás Cimadevilla,[40] productor y director de cine
- María Rubín,[41] responsable de Cinema Espanyol a Movistar+
- Debra Zimmerman[42]  directora ejecutiva de Women Make Movies